# Alitalia Express

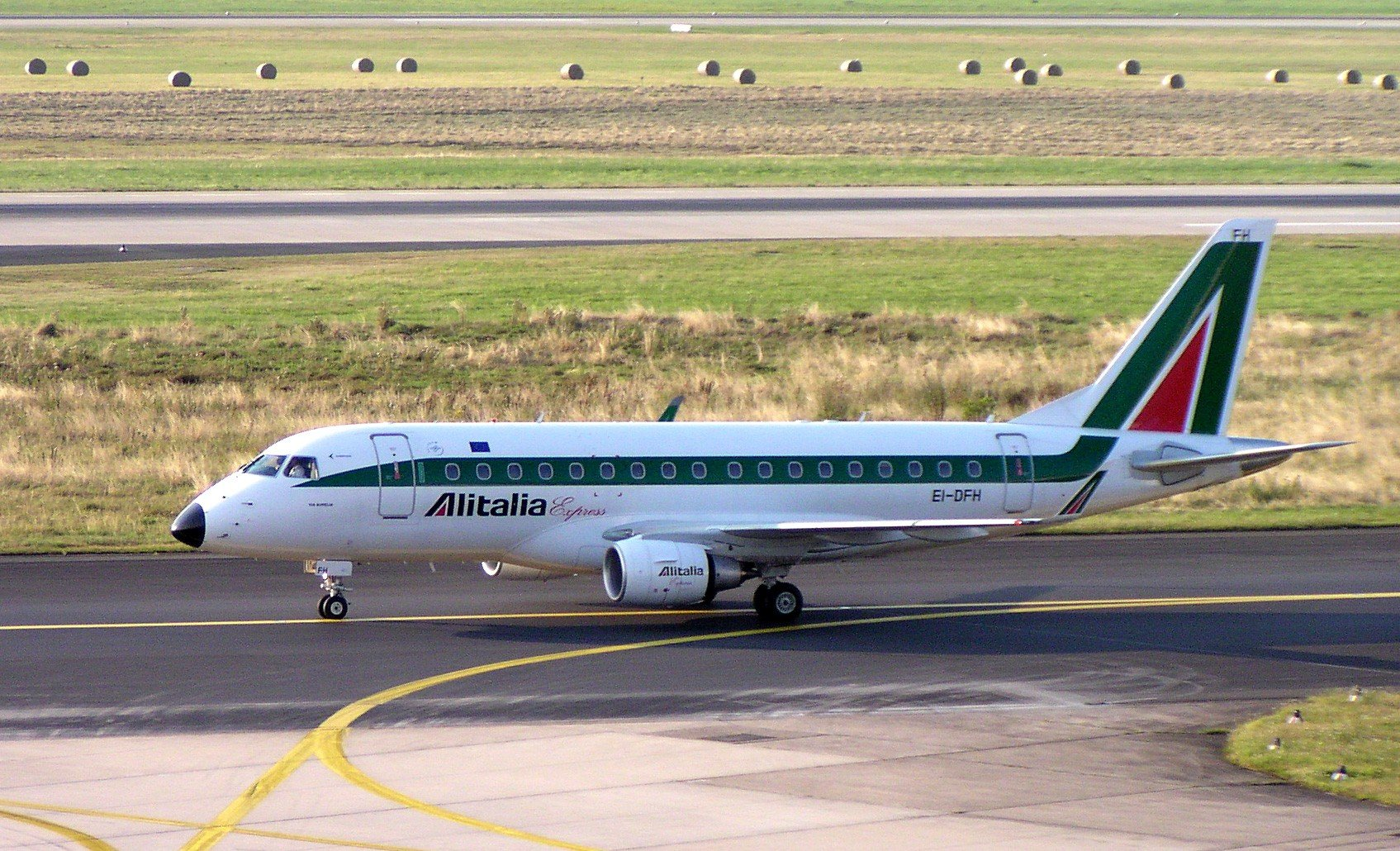
Alitalia Express Embraer 170

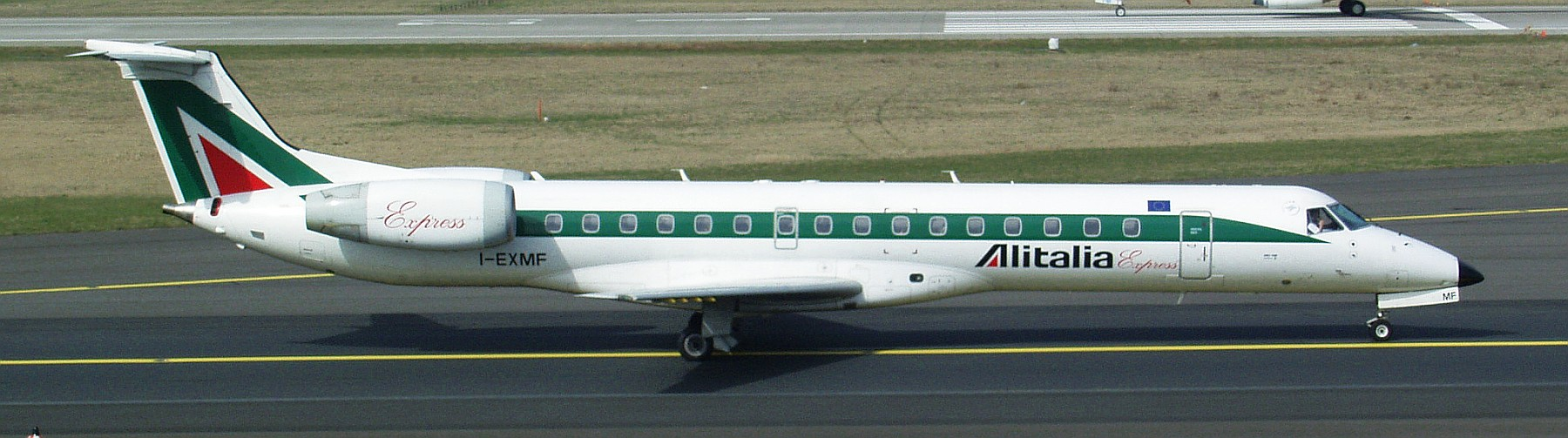
Alitalia Express ERJ-145

Alitalia Express (CAI-First S.p.A.) était une compagnie aérienne italienne, filiale d'Alitalia, fondée le 1er octobre 1997. Elle effectuait ses opérations sur des destinations régionales, sur des lignes régulières et charter. Sa principale plateforme de correspondance était celle de l'aéroport de Rome Fiumicino.

## Flotte
30 aéronefs, décembre 2008 (avant la fusion en CAI)
- 4 ATR 72-200 (-212)
- 6 ATR 72-500 (-212A)
- 14 Embraer ERJ-145LR
- 6 Embraer ERJ 170-100LR

6 aéronefs, décembre 2009 (presque un an après la fusion en CAI)
- 6 Embraer ERJ 170-100LR

Avions en commande
- 15 Embraer 175
- 5 Embraer 190